# Riccardo Morandi

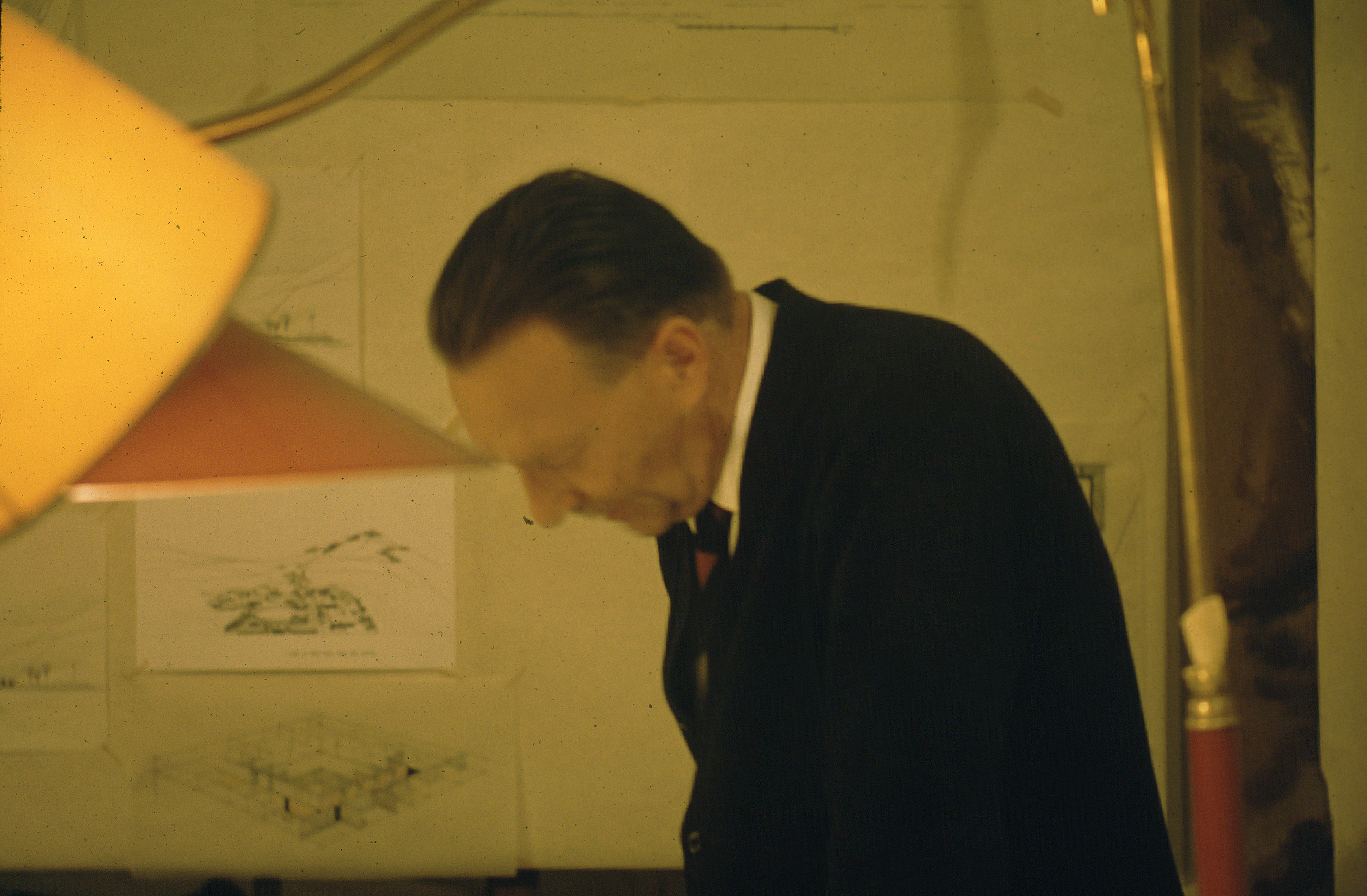
Riccardo Morandi

Riccardo Morandi (* 1. September 1902 in Rom; † 25. Dezember 1989 ebenda) war ein italienischer Bauingenieur. Er wurde bekannt durch seine in Spannbeton ausgeführten Brückenbauten und als Pionier der Schrägseilbrücken sowie den Einsturz der von ihm entworfenen Brücke in Genua.

## Leben
Nach Absolvierung seines Ingenieurstudiums 1927 (Laurea-Abschluss) arbeitete Morandi in Kalabrien und stieß bei der Beseitigung von Erdbebenschäden auf die Nützlichkeit von Spannbeton. 1931 eröffnete er ein eigenes Ingenieurbüro. Ein frühes Projekt war die Kirche St. Barbara in Colleferro (1937). 1948 ließ er sich ein nach ihm benanntes Spannbetonsystem patentieren und setzte es 1953 bei der Verstärkung der Arena von Verona ein. Mit seinem Büro in Rom entwarf er in der Folge hauptsächlich Kinogebäude und Brücken. Er war auch 1952 bis 1955 am Bau der Torri Morandi für die Stromfreileitungskreuzung an der Straße von Messina und am Ausbau des römischen Flughafens Rom-Fiumicino (1970) beteiligt. Ein weiteres bekanntes Projekt von ihm ist der Pavillon Nr. 5, Turiner Autosalon, den er 1959 entwarf und der als herausragender Bau des italienischen Rationalismus betrachtet wird. Morandi lehrte 1959 bis 1969 Brückenbau an der Universität Florenz und 1969 bis 1972 Brückenbau an der Universität La Sapienza in Rom.
Morandi war ein Pionier des Schrägseilbrückenbaus, wobei er zuerst bei der Maracaibo-Brücke nur je ein Tragkabel auf beiden Brückenseiten verwendete (Typ Zügelgurtbrücke). Später (ab den 1970er Jahren) wurden meist mehrere Tragseile verwendet, die in verschiedenen Abständen am Fahrbahnträger angeordnet waren, was Morandi aber nicht mitvollzog. Die Biegespannungen des Fahrbahnträgers waren daher größer, was er teilweise durch die Konstruktion der Pylone ausglich. Diese waren bei der Maracaibo-, der Polcevera- und Wadi-al-Kuf-Brücke als große biegesteife A-förmige Pylone mit einer zusätzlichen V-förmigen Stütze in Längsrichtung ausgeführt, die zusätzlich den Fahrbahnträger stützte. Die Tragseile waren (außer bei der Maracaibo-Brücke) betonummantelt für den Korrosionsschutz, die Biegesteifigkeit und aus ästhetischen Gründen (Betonabspannung aus Spannbeton). Statisch ähnelte der Teil der Brücke um einen Pylon eher einem Durchlaufträger mit starrer Stütze dort, wo die Kabel am Fahrbahnträger befestigt waren, und nicht wie bei den späteren Ausführungen mit mehreren Seilen eines kontinuierlichen elastisch unterstützten Trägers. Typisch war auch ein statisch bestimmt gelagerter Fahrbahnträger – zwischen den Pylonen war ein Einhängeträger, was unter anderem dazu diente, die Temperaturausdehnungen und andere Belastungen wie das Schwinden und Kriechen des Betons aufzunehmen. Die Brücke Viadotto Ansa del Tevere und die Carpineto-Brücke waren kleiner und die Tragseile außerdem an einer Seite erdverankert.
Nach dem Einsturz des Polcevera-Viadukts 2018 in Genua und auch davor (Antonio Brencich) wurde sein Schrägbrückensystem hart kritisiert, insbesondere die Betonabspannung der Tragseile, da diese Art der Abspannung die Seile einer direkten Sichtkontrolle entzog und so etwa Korrosionsschäden unbemerkt bleiben konnten.
Er gewann den internationalen Wettbewerb um den Bau der Maracaibo-Brücke, was ihm viel internationales Prestige verschaffte. 1961 gewann er einen Wettbewerb in Ägypten zur Rettung des Tempels von Abu Simbel, sein Vorschlag wurde aber nicht realisiert.
Ab 1971 hatte er eine Forschungsprofessur an der University of Florida. Morandi hatte Ehrendoktorate der Technischen Universität München (1979) und der Universität Reggio Calabria inne. 1980 erhielt er die Goldmedaille der Institution of Structural Engineers und 1970 die Freyssinet-Medaille.

## Brückenbauten
Zu den von Riccardo Morandi geplanten Brücken gehören:
| Abbildung                      | Name                                    | Ort, Gewässer                | Land      | Bauzeit   | Bemerkung |
| ------------------------------ | --------------------------------------- | ---------------------------- | --------- | --------- | --- |
|                                | Ponte di San Niccolò                    | Florenz                      | Italien   | 1948/49   | |
|                                | Ponte Morandi                           | Provinz Lucca, Lago di Vagli | Italien   | 1953–1955 | |
| Paul Sauer Bridge, Südafrika   | Paul Sauer Bridge (Storms River Bridge) | Ostkap, Storms River         | Südafrika | 1954–1956 | |
|                                | Ponte Amerigo Vespucci                  | Florenz, Arno                | Italien   | 1955–1957 | |
|                                | Ponte Bisantis                          | Catanzaro, Fiumarella        | Italien   | 1958–1962 | |
| General-Rafael-Urdaneta-Brücke | General-Rafael-Urdaneta-Brücke          | Maracaibo, Maracaibo-See     | Venezuela | 1959–1962 | Weltweit erste Schrägseilbrücke aus Beton. Durch Änderungen an der Fahrrinne stieg der Salzgehalt im See, was zu Korrosionsproblemen führte. Häufig einfach Maracaibo-Brücke oder Brücke über den Maracaibo-See genannt.                                      |
|                                | Capograssi-Brücke                       | Sulmona                      | Italien   | 1960–1962 | |
|                                | Kinnaird Bridge                         | Castlegar, Columbia River    | Kanada    | 1963–1965 | |
|                                | Polcevera-Viadukt                       | Genua, Polcevera             | Italien   | 1963–1967 | Teileinsturz am 14. August 2018, Überreste am 28. Juni 2019 gesprengt. Häufig einfach Morandi-Brücke genannt. |
|                                | Viadotto Ansa del Tevere                | Rom                          | Italien   | 0000–1967 | Auch Magliana-Brücke genannt. |
|                                | Brücke über das Wadi al-Kuf             | westlich von al-Baida        | Libyen    | 1967–1971 | Bis 1984 größte lichte Höhe aller Brücken Afrikas. War 2017 einige Tage aus Sicherheitsgründen wegen potenzieller Einsturzgefahr gesperrt. |
|                                | Puente Pumarejo                         | Barranquilla, Río Magdalena  | Kolumbien | 1970–1974 | Bis 1997 größte Brücke Kolumbiens. Offizieller Name: Puente Laureano Gómez, jedoch populär Puente Pumarejo genannt, häufig aber auch Brücke über den Río Magdalena. Wurde Ende 2019 wegen der zu geringen Lichten Höhe ersetzt und wird teilweise abgerissen. |
| Carpineto-Brücke               | Carpineto-Brücke                        | Raccordo autostradale 5      | Italien   | 0000–1977 | |

## Schriften
- Il Viadotto dell Ansa della Magliana per la Autostrada Roma-Aeroporta di Fiumicino. L’Industria Italiana del Cemento 1968, S. 147–162.
- Il ponte sul fiume Magdalena a Barranquilla (Colombia). L’Industria Italiana del Cemento 1974, S. 383–406.
- Il viadotto Carpineto l per la strada di grande comunicazione Basentana. L’Industria Italiana del Cemento 1977, S. 817–830.
- Il Viadotto sul Polcevera per l’autostrada Genova-Savona. L’Industria Ital. del Cemento 1967, S. 849–872.